# Altenothe
Altenothe ist einer von 22 Ortsteilen der Stadt Bergneustadt im Oberbergischen Kreis im Regierungsbezirk Köln in Nordrhein-Westfalen, Deutschland.

## Lage und Beschreibung
Die Ortschaft Altenothe liegt Luftlinie rund fünf Kilometer südöstlich von Bergneustadt in einem Seitenarm des Othetals.
Hier entspringt auch der Altenothebach, der in der Ortschaft Brelöh ca. 2 km entfernt in den Othebach fließt.
Altenothe hat derzeit (2024) 50 Einwohner und liegt in einer Tallage auf 330–340 m ü.NN. Altenothe ist der älteste Ort im Othetal und ist Namensgeber des heutigen Othetals.
Industrie und Gewerbe gibt es keine im Dorf, lediglich landwirtschaftliche- und forstwirtschaftliche Arbeiten im Hobbybereich bzw. Nebenerwerb.
Große Verkehrsstraßen gibt es keine, nur eine klein Landstraße die von Brelöh nach Wiedenest führt.
Seit 2013 gehört Altenothe und seine Umgebung zum Bergischen Panorama Höhenweg (Etape 8 von 22 km Bergneustadt - Reichshof-Wildbergerhütte).
Der Othetaler Panaoramahöhenweg (15 km) ist ein Rundweg der das ganze Othetal auf seinen Höhen (bis 505 m ü.NN) mit vielen wunderbaren Aussichtspunkten (z. B. Siebengebirge Richtung Bonn) umrunden lässt.
Bis zur kommunalen Neugliederung in NRW (1969/70) gehörte die Ortschaft Altenothe und das Othetal zur Gemeinde Lieberhausen, die unter den Städten Gummersbach und Bergneustadt aufgeteilt wurde.

## Erstnennung
Wahrscheinlich wurde 1237 der Ort das erste Mal urkundlich erwähnt: Herzog Heinrich von Brabant belehnt „Hermann de Uthe“ mit Haus in Köln (Lokalisierung unsicher). Die Schreibweise der Erstnennung war Uthe.
Als sichere Erstnennung gilt das Jahr 1375 als in den Oten. Die Nonnen Aleke und Ida des Klosters Drolshagen erwerben von Franco von Eiwich ein Gut „in der Oten“.
Altenothe ist eine der ältesten Siedlungen im Stadtgebiet Bergneustadt.
Namen uns Schreibweisen: Uthe, Alder Othe